# NGC 3992
NGC 3992は、おおぐま座にある棒渦巻銀河である。1781年にピエール・メシャンによって発見された。シャルル・メシエはM99としてメシエカタログの草稿に加えていたが、出版に位置の計算が間に合わず初版には掲載されなかった。後にM108とともにカタログに加えられた。ジョン・ハーシェルは「外観は星雲状で微か。径7'x4'。2つの星の間に囲まれている」と記した。テンペルは「最大径1.5'。中心は輝く。ここに明るい3つの星がある」と記した。
距離およそ5500万光年（諸説あり）。実視等級はおよそ10等で、非常に淡い。そのため、小口径の望遠鏡ではシミのようにしか見えず、メシエ天体の中で最も観測の難度が高い天体と言われる。M109の近辺には、伴銀河であるUGC6923、UGC6940、UGC6969が存在する。
1956年3月にIa型超新星SN 1956Aが観測されているが、M109の発見以降観測された超新星はこれのみである。
口径5cmの望遠鏡で見るのは難しい。口径6cmの低倍率でみたという記録がある。サゴは口径8cmで実に微か、口径9.5cmで大きな核が見え、20cmで丸く中心が良く輝くとした。マラスは口径10cmの望遠鏡で見て、「小口径向けの天体だが中心部が見えるだけである。西洋なしの形をしていて、何やらぶつぶつした模様が見えそうである。微星がありその周囲の光が丸く、外側までおよんでいる」としている。